# Губерт Гуркач
Губерт Гуркач (пол. Hubert Hurkacz, [ˈxubɛrt ˈxurkatʂ]; нар.. 11 лютого 1997 року, Вроцлав, Польща) — польський тенісист; переможець чотирьох турнірів ATP в одиночному розряді, зокрема турніру серії Мастерс у Маямі.

## Загальна інформація
Батько Губерта — Кшиштоф — генеральний директор міжнародної компанії; мати — Зофія — власниця компанії з нерухомості, була чемпіонкою Польщі з тенісу серед юніорів; у Губерта є сестра Ніка, яка також грає в теніс.
Почав грати в теніс у 5-річному віці. Улюблена поверхня — хард, улюблене місто в тенісному турі — Мельбурн. Кумирами у світі спорту в дитинстві були тенісист Роджер Федерер і баскетболіст Майкл Джордан.

## Спортивна кар'єра
Він виграв свій перший турнір «ф'ючерс» у своєму рідному місті у вересні 2015 року і свій перший турнір Challenger в Познані в червні 2018 року.
У 2016 році він брав участь у першому раунді Кубка Девіса проти Аргентини, замінивши Єжи Яновича, який отримав травму. У цьому ж році, він активно грав на турнірах Challenger і досяг чвертьфіналу в Тампері та Трнаві .
У 2018 році він вперше потрапив до основного раунду турніру Великого шолома на Ролан Гарросі, де в першому колі переміг американця Тенінса Сандгрена, але поступився хорвату Марину Чиличу.
У серпні 2018 року він зумів подолати кваліфікацію на Відкритий чемпіонат США з тенісу, і в основній сітці подолав бар'єр першого кола у грі з італійським спортсменом Стефано Травальї. Гравець з Апеннінського півострова відмовився продовжувати боротьбу в четвертому сеті. У другому колі він знову зустрів на своєму шляху хорвата Марина Чилича.
У січні 2019 року виграв турнір серії «челленджер» в Канберрі (Австралія), обігравши у фіналі Іллю Івашко з Білорусі. У лютому 2019 року дійшов до чвертьфіналу турніру в Акапулько (Мексика), але програв греку Стефан Циципасу, хоча в перших двох сетах продемонстрував серйозний опір і навіть зрівняв рахунок (1-1 після другого сету).
На турнірі в Індіан-Веллсі (США) дійшов до чвертьфіналу, де програв швейцарцю Роджеру Федереру в двох сетах з однаковим рахунком 4-6, 4-6. По ходу турніру вибив з боротьби Люка Пуйя, Дениса Шаповалова та Нісікорі Кея.
На турнірі в Маямі (США) дійшов до 1/16 фіналу, де поступився молодому канадцеві Феліксу Оже-Альяссіму у двох сетах.
У липні 2019 року Губерт брав участь у Вімблдонському турнірі, де дійшов до третього раунду, але програв у досить впертій боротьбі майбутньому переможцю турніру і першій ракетці світу, сербу Новаку Джоковічу в чотирьох сетах.
На Відкритому чемпіонаті США програв у першому раунді Жеремі Шарді в п'яти сетах.

## Рейтинг на кінець року
| Рік  | Одиночний рейтинг | Парний рейтинг |
| 2018 | 86                | 437            |
| 2017 | 238               | 329            |
| 2016 | 383               | 704            |
| 2015 | 620               | 1 024          |

## Фінали турнірів ATP

### Одиночний розряд: 12 (8 титулів, 4 поразки)
| Легенда                      |
| ---------------------------- |
| Турніри Великого шлему (0–0) |
| Тур ATP Мастерс 1000 (2–1)   |
| Тур ATP 500 (1–2)            |
| Тур ATP 250 (5–1)            |

| Фінали за покриттям |
| ------------------- |
| Тверде (6–2)        |
| Ґрунт (1–1)         |
| Трава (1–1)         |

| Фінали за типом корту |
| --------------------- |
| Відкритий корт (6–3)  |
| Закритий корт (2–1)   |

| Результат | В-П | Дата     | Турнір                                 | Категорія | Покриття   | Опонент               | Рахунок                 |
| --------- | --- | -------- | -------------------------------------- | --------- | ---------- | --------------------- | ----------------------- |
| Перемога  | 1–0 | Сер 2019 | Winston-Salem Open, US                 | ATP 250   | Тверде     | Бенуа Пер             | 6–3, 3–6, 6–3           |
| Перемога  | 2–0 | Січ 2021 | Delray Beach Open, US                  | ATP 250   | Тверде     | Себастьян Корда       | 6–3, 6–3                |
| Перемога  | 3–0 | Кві 2021 | Відкритий чемпіонат Маямі з тенісу, US | ATP 1000  | Тверде     | Яннік Сіннер          | 7–6(7–4), 6–4           |
| Перемога  | 4–0 | Вер 2021 | Moselle Open, Франція                  | ATP 250   | Тверде (i) | Пабло Карреньо Буста  | 7–6(7–2), 6–3           |
| Перемога  | 5–0 | Чер 2022 | Halle Open, Німеччина                  | ATP 500   | Трава      | Данило Медведєв       | 6–1, 6–4                |
| Поразка   | 5–1 | Сер 2022 | Мастерс Канада, Канада                 | ATP 1000  | Тверде     | Пабло Карреньйо Busta | 6–3, 3–6, 3–6           |
| Перемога  | 6–1 | Лют 2023 | Open 13, Франція                       | ATP 250   | Тверде (i) | Бенжамен Бонзі        | 6–3, 7–6(7–4)           |
| Перемога  | 7–1 | Жов 2023 | Мастерс Шанхай, КНР                    | ATP 1000  | Тверде     | Андрій Рубльов        | 6–3, 3–6, 7–6(10–8)     |
| Поразка   | 7–2 | Жов 2023 | Swiss Indoors, Швейцарія               | ATP 500   | Тверде (i) | Фелікс Оже-Аліассім   | 6–7(3–7), 6–7(5–7)      |
| Перемога  | 8–2 | Кві 2024 | Estoril Open, Португалія               | ATP 250   | Ґрунт      | Педро Мартінес        | 6–3, 6–4                |
| Поразка   | 8–3 | Чер 2024 | Halle Open, Німеччина                  | ATP 500   | Трава      | Jannik Sinner         | 6–7(8–10), 6–7(2–7)     |
| Поразка   | 8–4 | Тра 2025 | Geneva Open, Швейцарія                 | ATP 250   | Ґрунт      | Новак Джокович        | 7–5, 6–7(2–7), 6–7(2–7) |

### Парний розряд: 5 (4 титули, 1 поразка)
| Легенда          |
| ---------------- |
| Grand Slam (0–0) |
| ATP 1000 (2–0)   |
| ATP 500 (0–1)    |
| ATP 250 (2–0)    |

| Фінали за покриттям |
| ------------------- |
| Тверде (3–0)        |
| Ґрунт (0–0)         |
| Трава (1–1)         |

| Фінали за типом корту |
| --------------------- |
| Відкритий корт (2–1)  |
| Закритий корт (2–0)   |

| Результат | В-П | Дата     | Турнір                                 | Категорія | Покриття   | Партнер              | Опоненти                 | Рахунок                    |
| --------- | --- | -------- | -------------------------------------- | --------- | ---------- | -------------------- | ------------------------ | -------------------------- |
| Перемога  | 1–0 | Лис 2020 | Мастерс Париж, Франція                 | ATP 1000  | Тверде (i) | Фелікс Оже-Аліассім  | Мате Павич Бруно Соарес  | 6–7(3–7), 7–6(9–7), [10–2] |
| Поразка   | 1–1 | Чер 2021 | Halle Open, Німеччина                  | ATP 500   | Трава      | Фелікс Оже-Альяссіме | Кевін Кравіц Горія Текеу | 6–7(4–7), 4–6              |
| Перемога  | 2–1 | Вер 2021 | Moselle Open, Франція                  | ATP 250   | Тверде (i) | Ян Зелінський        | Юго Нис Артур Рендеркнек | 7–5, 6–3                   |
| Перемога  | 3–1 | Кві 2022 | Відкритий чемпіонат Маямі з тенісу, US | ATP 1000  | Тверде     | Джон Ізнер           | Веслі Колгоф Ніл Скупскі | 7–6(7–5), 6–4              |
| Перемога  | 4–1 | Чер 2022 | Stuttgart Open, Німеччина              | ATP 250   | Трава      | Мате Павич           | Тім Пюц Майкл Вінус      | 7–6(7–3), 7–6(7–5)         |

## Примітка
1. ↑  Інший варіант — Кшишек.
2. ↑  Tennis: Poland’s Hubert Hurkacz into second round of French Open. Polskie Radio dla Zagranicy. Архів оригіналу за 29 червня 2018. Процитовано 29 серпня 2018.
3. ↑  Darren Walton (29 червня 2018). Kyrgios draws Istomin for Wimbledon opener (англ.). The Sydney Morning Herald. Архів оригіналу за 11 травня 2021. Процитовано 29 серпня 2018.
4. ↑  MyScore.com.ua: ATP Уимблдон результаты. Теннис, ATP - Одиночный разряд (рос.). www.myscore.com.ua. Архів оригіналу за 17 липня 2019. Процитовано 17 липня 2019.